# Kurt Hartwig Siemers
Kurt Hartwig Siemers (* 30. Dezember 1907 in Hamburg; † 3. Februar 1988 ebenda) war Bankier, Schiffsmakler und Philanthrop, der sich in vielfältiger Weise im öffentlichen Leben Hamburgs ehrenamtlich engagierte.

## Leben und Beruf
Wenige Monate vor der Geburt von Kurt Hartwig Siemers hatte sich sein Großvater Edmund Siemers entschlossen, ein Vorlesungsgebäude auf der Moorweide zu stiften, das Hauptgebäude der Universität Hamburg. Dieses außergewöhnliche Engagement seines Großvaters für die Wissenschaften hat Kurt Hartwig Siemers tief geprägt.
Siemers legte zu Ostern 1926 das Abitur am Hamburger Wilhelm-Gymnasium ab. Nach dem Studium der Nationalökonomie und Geschichte in Zürich und Berlin arbeitete Kurt Hartwig Siemers in Hamburg, Berlin und London als Schiffsmakler und Bankier. Der Zweite Weltkrieg führte ihn 1941 als Gebirgsjäger nach Nordskandinavien und anschließend in Kriegsgefangenschaft.

## Ehrenamtliches und künstlerisches Engagement
Seit 1946 war Kurt Hartwig Siemers zunehmend ehrenamtlich tätig als stellvertretender Vorsitzender der Universitäts-Gesellschaft, als Beiratsmitglied der Joachim-Jungius-Gesellschaft und als Vorsitzender der Geographischen Gesellschaft. Selbst Maler, der bis ins hohe Alter mit Ausstellungen in die Öffentlichkeit trat, wirkte er außerdem als Schatzmeister des Hamburger Kunstvereins und als Mitglied des Denkmalrates der Kulturbehörde. Am Allerwichtigsten war ihm das Amt des Vorsitzenden der Hamburgischen Wissenschaftlichen Stiftung, das er von 1951 bis zu seinem Tode 1988 ausübte. 1961 wurde er Ehrensenator der Universität Hamburg. Zu Ehren von Kurt Hartwig Siemers stiftete die Hamburgische Wissenschaftliche Stiftung 1970 das Kurt-Hartwig-Siemers-Stipendium, später umbenannt in Kurt-Hartwig-Siemers-Wissenschaftspreis.